# Walking Disaster
«Walking Disaster» является вторым синглом из альбома «Underclass Hero» канадской панк-рок-группы Sum 41. Сингл был выпущен 23 июля 2007. Группа исполнила песню 24 июля 2007 на The Tonight Show with Jay Leno.

## Клип
Sum 41 сняли клип в то время когда они были в Лос-Анджелесе, куда они приехали для съёмок в передачи у Джея Лено. Впервые клип появился 20 августа на MTV2. Клип показывает игрушечного робота, который ходит по Лос-Анджелесу совсем один и не может найти друзей. В это время группа играет в магазине игрушек. В конце робот находит этот магазин игрушек и встречает там своих друзей роботов.

## Список композиций
1. «Walking Disaster»
2. «No Apologies»
3. «Underclass Hero»
4. Multimedia